# Усадьба Кушаевых
Усадьба Кушаевых — комплекс исторических зданий в Казани, в Старо-Татарской слободе, на улице Каюма Насыри, дома 5, 7. Построены в середине XIX века. Объект культурного наследия регионального значения.

## История
Усадьба принадлежала купцам Кушаевым. Полукаменный дом, позднее ставший флигелем усадьбы, в 1856 году по проекту архитектора А. И. Песке построил Муртаза Мухаметович Кушаев. Его дети Ибатулла и Габдулла выстроили кирпичный главный дом в 1862 году по проекту архитектора П. В. Тихомирова. Комплекс усадьбы пришёл к началу XXI века в состояние, близкое к руинированному, был отреставрирован в 2013 году по проекту Р. Р. Раимовой, флигель был восстановлен.

## Архитектура
Кирпичный главный дом (дом 5) имеет два основных этажа и третий антресольный. Дом, многоугольный в плане, выходит на улицу узким фасадом. Первый этаж здания более низкий, с прямоугольными окнами, которые снабжены простыми наличниками, прямоугольными подоконными фартуками, простыми сандриками и объединены подоконным карнизом. По сторонам фасада — рустованные лопатки. Второй этаж оформлен парадно, его окна полуциркульной формы, имеют архивольты, прямоугольные наличники, доходящие до профилированных прямых сандриков. Под окнами чередуются прямоугольные и квадратные ниши. Лопатки по углам здания поддерживают антамблемент: архитрав, фриз с прямоугольными филёнками, над которым — профилированный карниз с сухариками. К фасаду справа примыкает более поздний объём со входом и верандой на уровне второго этажа. Веранда украшена лепниной, резными столбами, ажурной резьбой по карнизу.
Флигель (дом 7) — бревенчатое здание с высоким кирпичным полуподвалом. По уличному фасаду флигель имеет три оконных оси. Скаты крыши образуют фронтон с крупным окном мезонина. С главным домом флигель соединён кирпичной оградой с воротами. Во дворе находится кирпичное двухэтажное здание служб с восстановленной деревянной галереей по второму этажу.